# Viktoria Winge

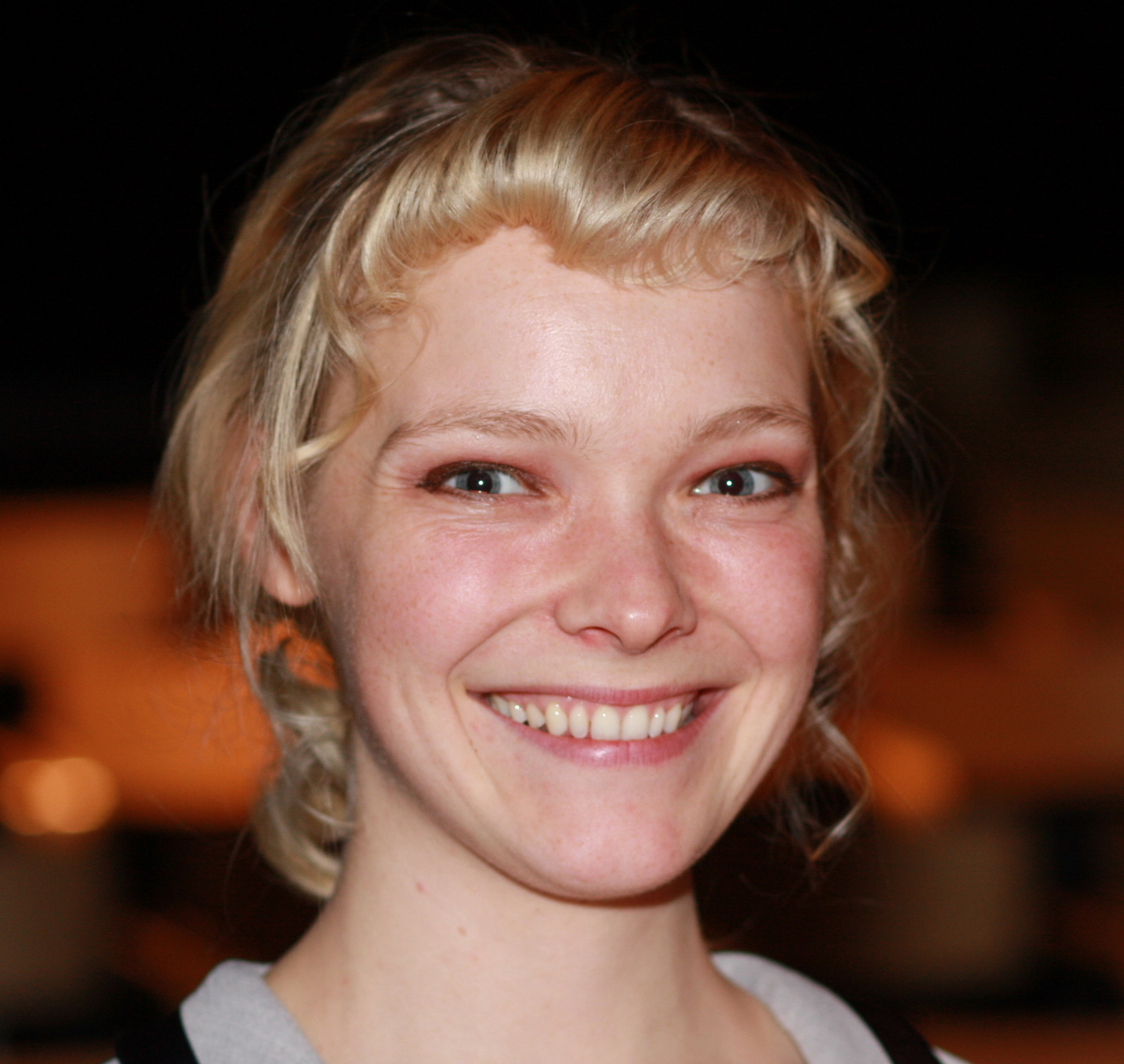
Viktoria Winge in Sandnes, November 2010

Viktoria Winge (* 5. März 1980 in Oslo) ist eine norwegische Schauspielerin.

## Leben und Karriere
Sie ist die Tochter des Schauspielers und Theaterdirektors Stein Winge und der Schauspielerin und Sängerin Kari Onstad.
Viktoria Winge begann als Model und ab 2006 als Schauspielerin zu arbeiten. 2006 spielte sie die Ingunn in den Filmen Cold Prey – Eiskalter Tod und in der Fortsetzung 2008 Cold Prey 2. 2008 war Winge in Crossing Paths als Anniken zu sehen. 2009 spielte sie im Film Daddy's Girl mit.
Für ihre Leistung im Film Auf Anfang war sie für den Amanda in der Kategorie Bester Schauspieler in einer Nebenrolle nominiert.

## Filmografie (Auswahl)
- 2006 Auf Anfang (Reprise)
- 2006 Cold Prey – Eiskalter Tod (Fritt Vilt)
- 2008 Cold Prey 2 Resurrection – Kälter als der Tod (Fritt Vilt 2)
- 2008 Scratch
- 2008 Max Manus
- 2008 Crossing Paths
- 2009 Daddy’s Girl
- 2012 The Spiral (fünfteilige TV-Produktion)
- 2013 Lilyhammer (norwegische TV-Serie)